# Camptosomata
Camptosomata – grupa chrząszczy z rodziny stonkowatych. Ich larwy wyróżniają się zwyczajem noszenia ze sobą osłonek zbudowanych z odchodów. Należą tu dwie podrodziny: Lamprosomatinae oraz Cryptocephalidae, obejmujące dawne Clytrinae i Chlamisinae.
Osłonki larw tworzone są jeszcze przez składającą jaja samicę. Otacza ono każde ze złożonych jaj płatkowatym kałem, Zaczyna od jednego jego końca i stopniowo obraca jajem dodając kolejne płatki, po czym przeciwny koniec zamyka "daszkiem". "Daszek" osłonki jest otwierany w momencie wyklucia się larwy. Larwa wystawia przez powstały otwór głowę i odnóża, po czym odchodzi zabierając osłonkę ze sobą. Kapsułka ta jest w czasie życia larwy rozbudowywana jej własnymi odchodami. Pod koniec stadium larwa chowa głowę i odnóża do wewnątrz i zamyka osłonkę, by przepoczwarczyć się w środku. Świeże imago opuszcza kapsułkę, wygryzając w niej okrągły otwór.